# 小巽他銀魚
小巽他銀魚為輻鰭魚綱鲱形目鲱科的其中一種，分布於亞洲婆羅洲淡水流域，體長可達2.3公分，棲息在沙泥底質溪流淺水域，生活習性不明。

## 擴展閱讀
維基物種上的相關：小巽他銀魚